# Неучев, Игорь Николаевич
Игорь Николаевич Неучев (27 октября 1974, Тамбов) — российский футболист, полузащитник. Тренер.

## Карьера
Воспитанник тамбовского футбола. Начинал свою карьеру в местном «Спартаке». Затем перешёл в анапский «Спартак», который впоследствии был переименован в «Гекрис». С 1996 по 1999 был в составе воронежского «Факела». В 1997 году провёл за него в Высшей лиге 25 игр (забил 1 гол).
В течение пяти лет выступал за «Содовик», с котором он в 2005 году выходил в Первый дивизион. Завершил профессиональную карьеру в родном тамбовском «Спартаке».
В 2011 году был назначен играющим тренером команды «Академия» (Тамбов) — участницы Первенства ЛФК.
Главный тренер молодёжной команды ФК «Тамбов», участвовавшей в Первенстве ЛФК. С 2016 года — главный тренер и тренер любительской команды «Академия футбола» (Тамбов).
Работал также детским тренером в СШ «Академия футбола», входил в тренерский штаб ФК «Тамбов» во время его выступлений в премьер-лиге.
27 февраля 2020 года руководил командой ФК «Тамбов» в финальном матче Кубка ФНЛ 2020 против «Химок» (0:7; после отъезда с турнира игроков основного состава вместе с главным тренером Первушиным играл смешанный состав, в том числе были футболисты из других команд).
В 2022 году — главный тренер новосозданной профессиональной тамбовской команды «Академия футбола», перед началом сезона 2022/23 во Второй лиге сменившей название на «Спартак».

## Достижения
- Бронзовый призёр Первого дивизиона: 1996.
- Победитель зоны «Урал-Поволжье» Второй дивизиона: 2005.